# ГПЧЕ Плевен
Профилираната гимназия с преподаване на чужди езици „Димитър Димов“ в Плевен е наследник на едно от първите 10 класни училища в България.
Създадено от видния възрожденски учител Емануил Васкидович през учебната 1849/1850 г., училището бързо се превръща в неделима част от културно-просветното развитие на българската възрожденска нация и е в пряка връзка със задачите на националната ни революция. От 1908 г. училището прераства в Държавна мъжка гимназия, която става синоним на престижно за времето си учебно заведение.
През 1963 год. училището се преобразува в  Гимназия с преподаване на руски език с прием на осмокласници,  положили успешно конкурсен изпит по български език и литература. От 1982 год. училището е асоциирано към ЮНЕСКО и с отговорност следва идеите за образование в дух на мир и международно сътрудничество.
От учебната 1986/1987 г. в Гимназията се въвежда интензивното изучаване  на английски, немски, френски и испански език. То е предпочитано учебно заведение не само заради актуалната потребност да се владеят чужди езици, но и заради творческата атмосфера в образователния процес.
ПГПЧЕ е с профил “Чужди езици” и в него се обучават ученици от VIIІ до ХІІ клас. Те кандидатстват след завършено основно образование и избират комбинация от  два чужди езика, като за първи чужд  език правят избор между английски, немски, френски, испански или руски.
В VІІІ клас се изучава интензивно първи чужд език с 648 часа годишен хорариум и с допълнителни 36 учебни часа, които се използват за овладяването на технологии, свързани с  практикуването на чуждия език.  В ІХ клас се въвежда изучаването и на втори чужд език, провежда се и билингвално обучение по история на английски, немски или френски език, както и по биология и физика на немски език, психология на френски език. Трети и четвърти профил се въвежда съответно в следващите класове.
Учениците завършват средно образование и получават  Диплома след  успешно положени ДЗИ. Неуспешно положилите ДЗИ получават Свидетелство за завършено средно образование.
От декември 2014г. в Гимназията функционира Център за неформално и електронно учене, реализиран съвместно с фондация „Америка за България“.
От учебната 2016/2017 г. училището се преобразува в Профилирана гимназията с преподаване на чужди езици (ПГПЧЕ).
От учебната 2019/2020 г. в училището е открита паралелка “Софтуерни и хардуерни науки” с интензивно изучаване на английски език като първи чужд език и възможност за избор на втори чужд език между руски и немски език.
От учебната 2020/2021 г. е открита паралелка “Природни науки” с интензивно изучаване на английски език като първи чужд език и възможност за избор на втори чужд език между френски и испански език.
От 15 септември 2021 г. училището ще носи името на българския писател и драматург Димитър Димов.

## Изучавани езици
Приемът на ученици става след завършен седми клас и успешно положени национален изпит по български език и литература и национален изпит по математика.
- Английски език с втори чужд Немски език
- Английски език с втори чужд Руски език
- Английски език с втори чужд Френски език
- Немски език с втори чужд Английски език
- Френски език с втори чужд Английски език
- Испански език с втори чужд Английски език

### Ученици с английски език
Учениците с първи език английски могат да защитят нивото си със сертификатите на Cambridge University – FCE /First certificate of English, CAE / Certificate in Advanced English/ и CPE /Certificate in Proficiency of English/. Изучават се история и литература на английски.

### Ученици с немски език
Учениците с профил немски език участват в подготовка за сертификата DSD (Deutsch Sprachdiplom), което им позволява да кандидатстват в немски ВУЗ-ове, участват в различни прояви на немски език, организирани от Гьоте институт. На немски език се изучават история, литература и биология.

### Ученици с френски език
Учениците с френски език защитават нивото на знанията си с международния сертификат DELF. ГПЧЕ е единственото училище в Плевен, в което френският се изучава интензивно. Денят на франкофонията в ГПЧЕ е на 20 март, като на него се организират флашмобове и прояви, организирани от учениците във френските паралелки. Март е месецът на франкофонията, а учениците редовно участват в състезанията „Млад преводач от френски език“ и „Млад български поет на френски език“, а в училището се организира „Маратон по писане на френски“.

### Ученици с испански език
Учениците с испански език получават солидна езикова подготовка, която им служи за по-нататъшно развитие с езика. Част от учениците защитават испанския си с международния сертификат за владеене на испански.

### Ученици с руски език
Тъй като паралелката с руски език отпада, сега езикът на Пушкин се изучава само като втори език. През 2008 г. ученикът от ГПЧЕ Максим Василев участва в Международната олимпиада по руски език, където завоюва диплома III степен. Възпитаниците на ГПЧЕ участват активно в общинския и областния кръг на Националната олимпиада по руски, където имат много добри резултати.

### Паралелка “Софтуерни и хардуерни науки”
От учебната 2019/2020 г. в училището е открита паралелката “Софтуерни и хардуерни науки” с интензивно изучаване на английски език като първи чужд език и възможност за избор на втори чужд език между руски и немски език.

### Паралелка “Природни науки”
От учебната 2020/2021 г. е открита паралелка “Природни науки” с интензивно изучаване на английски език като първи чужд език и възможност за избор на втори чужд език между френски и испански език.

## Материална база
- Училището разполага с добре оборудвани езикови центрове по английски, немски, френски, испански и руски език, два компютърни кабинета и един мултимедиен компютърен кабинет, постоянна връзка с Интернет, кабинети по математика, биология, музика, изобразително изкуство, физика, химия, физкултурен салон.
- През 2014 училището печели проект на фондация „Америка за България“ за 200 000 лв. С тях ще бъде изградена най-модерната езикова лаборатория в България, като се очаква тя да бъде открита за учебната 2014/2015 г.
- Училището е в нова, ремонтирана по европейски проект сграда.
- Училището разполага с Център за неформално и електронно учене. Той е изграден на четвъртия етаж в сградата на Гимназията и се разполага в осем класни стаи.